# Катька — бумажный ранет
«Катька — бумажный ранет» — советский полнометражный чёрно-белый немой художественный фильм, поставленный на Ленинградской фабрике «Совкино» в 1926 году режиссёрами Эдуардом Иогансоном и Фридрихом Эрмлером.
Фильм вышел на экраны СССР 25 декабря 1926 года.

## Сюжет
Фильм «Катька Бумажный Ранет» (именно такое название картины в оригинальной версии титров, к нашему времени уже вышедшее из употребления) рассказывает о судьбе деревенской девушки Кати (Вероника Бужинская), во времена НЭПа середины 1920-х годов. Катя, у которой умерла корова, и её семья осталась без единственной кормилицы, приезжает в Ленинград, чтобы «сколотить денег» на покупку новой коровы. Но по своей деревенской неопытности, очень скоро попадает в среду обитателей городского дна. Связывается с вором Сёмкой Жгутом (Валерий Соловцов), от которого беременеет (мы впервые видим героиню повествования именно в тот момент, когда она должна вскорости родить). Но никакие неурядицы не могут сломить упрямую Катьку. Она по-прежнему верит, что всё образуется, что она сумеет найти дорогу к новой, лучшей жизни. Поэтому не сильно удивляет то, что по каким-то, ей одной известным мотивам, она привечает бездомного Вадьку Завражина (Фёдор Никитин), по прозвищу «Тилигент» — человека, полностью неприспособленного к окружающей жизни. Однако, как говорит сжалившаяся над ним Катька, когда зовёт Вадьку к себе ночевать: «В доме всякая соринка пригодится». Так и происходит в дальнейшем: когда она оправится после рождения сына, и вновь начнёт торговать, Вадька заменит мальчику отца.

## В ролях
- Вероника Бужинская — Катька — беспатентная лотошница
- Бэлла Чернова — Верка
- Валерий Соловцов — Сёмка Жгут
- Фёдор Никитин — Вадька Завражин, по прозвищу «Тилигент»
- Татьяна Окова — Праскева Крутикова, квартирохозяйка Верки
- Валерий Плотников — Финоген Герасимович Хромов, тамбовский скотопромышленник
- Яков Гудкин — подручный Сёмки («Из-за двух червонцев бузу заваривать!»)
- Эдуард Иогансон — пытается подпоить привязанную к столику козу
- Роберт Майман

## Съёмочная группа
- Сценарий — Михаила Борисоглебского
- Режиссёры — Эдуард Иогансон и Фридрих Эрмлер
- Оператор — Евгений Михайлов
- Художник — Евгений Еней
- Ассистент — Роберт Майман
- Администратор — Сэм Герштензанг

Фильм озвучен на киностудии «Ленфильм» в 1973 году, чёрно-белый, 74 мин. 
Режиссёр озвучивания — Фёдор Никитин 

Звукооператор — Григорий Эльберт

## Отзывы и воспоминания
- Фильм вышел на экраны, и рецензенты писали: «скромная лента, подкупающая своей искренностью», хвалили за «типичность жанровых сценок», за профессиональное мастерство. В серьезности социального содержания отказывали. Кто-то так и написал: «В „Катьке“ больше эстетической и кинематографической ценности, чем социальной». […] Такой способ повествования о людях был для кинематографа тех лет подлинным открытием… Сэпман И. Кинематограф Фридриха Эрмлера // Фридрих Эрмлер. Документы. Статьи. Воспоминания. Л., 1974[1]
- […] Матриархальное сознание, распространенное в двадцатые годы, ощущается в фильме Ф. Эрмлера «Катька — Бумажный ранет» (1926). В отличие от «Третьей Мещанской», здесь два треугольника: 1). Катька — Семка — Верка (торговка яблоками Катька, родившая ребёнка от вора Семки, который уходит от неё к спекулянтке Верке) и 2) Катька — Верка — Вадька (Федор Никитин), бездомный приживал, которого Катька из жалости берет к себе на квартиру и который ухаживает за её ребёнком, пока она торгует яблоками. Вадька в этой «новой семье» оказывается как бы на положении жены, а Катька — на положении мужа, добытчика, сражающегося с внешним миром… НУСИНОВА Н. Новая Ева // Искусство кино. 1993. № 6[1]
- Самые яростные споры разгорались вокруг исполнителя главной роли Федора Никитина. Пригласил Никитина именно Эрмлер, но достался он Иогансону. Режиссёры, как известно, тянули спички, чтобы решить, кто будет разрабатывать линию положительных героев, а кто — шпаны. Шпана досталась Эрмлеру, а история опустившегося интеллигента Вадьки Завражина, которого играл Никитин — Эдуарду Иогансону. «В дальнейшем», — вспоминал Никитин спустя десять лет, — «обе эти половины снимались почти изолированно друг от друга, если не считать того, что некоторые мои нынешние друзья, актеры, работавшие с Эрмлером, приходили в наш павильон для того, чтобы устроить мне „обструкцию“ и поиздеваться над моим „переживальществом“»… БАГРОВ П. Эдуард Иогансон // Киноведческие записки. 2003. № 65[1]
- Либретто намечает занимательную фабулу и любопытный сюжет. Характеры Катьки и Вадьки новы для советского экрана и любопытны с точки зрения психологической. Здоровая Катька с сильной крестьянской закваской не сгибается под ударами жизни и бодро все переносит, проявляя необыкновенную природную приспособленность. Вадька — бесхарактерный, мягкотелый, не приспособлен к жизни, не способен к борьбе за существование… Из протоколов заседаний художественного совета кинофабрики «Ленинградкино» // Фридрих Эрмлер. Документы, статьи, воспоминания. Л., 1974[1]